# Buurserzand & Haaksbergerveen
Buurserzand & Haaksbergerveen is een Natura 2000-gebied (classificatie:Hogere zandgronden en Hoogvenen, nummer 53) in de Nederlandse provincie Overijssel. Het gebied ligt in de gemeenten Berkelland, Enschede en Haaksbergen, direct oostelijk en zuidoostelijk van de kern Haaksbergen.
Het Natura 2000-gebied bestaat uit het Haaksbergerveen in het zuiden (een veenputtencomplex) en het Buurserzand in het noorden (een droog heidegebied op voormalig stuifzand).
In het Haaksbergerveen komt herstellend hoogveen voor, met daartussenin plekjes met levend hoogveen en een gebied met 'veenbossen'. In beide gebieden treft men ook wel natte heiden aan met bijzondere begroeiingen met onder andere Beenbreek. In het Buurserzand komen grote groepen en ook wel verspreide jeneverbessen voor. De oppervlakte van het Natura 2000-gebied is 1249 ha. Het Buurserzand wordt beheerd door Natuurmonumenten, het Haaksbergerveen door Staatsbosbeheer. Sommige inliggende landbouwgronden zijn nog eigendom van particulieren.